# Entree De Borcht
Entree De Borcht is een artistiek kunstwerk in Amsterdam-Zuid.
Om het Amstelpark meer in het zicht te krijgen als attractiepark nodigde het stadsdeel Zuideramstel een vijftal kunstenaars uit nieuwe entrees te maken. Deze nieuwe in- en uitgangen moesten zowel functioneel als artistiek zijn. In het park staat immers al vanaf de opening van het park een aantal beeldhouwwerken.
Entree De Borcht is ontworpen door Joost Conijn. Hij kwam met een roestvast stalen hekwerk waarvan de poort niet op een zijde scharniert. Als de kijker buiten het park voor het hekwerk staat, scharniert de poort rechtsboven en linksonder, zodat een hoek van 45 graden ontstaat. De kunstenaar liet zich inspireren door een pop-upboek, waarbij uit een tweedimensionale plaat een driedimensionaal beeld rijst. Bij het dichtklappen (sluiten poort) ontstaat weer een tweedimensionaal hek (alleen hoogte en breedte). Bij het nader bekijken van het scharnierpunt linksonder blijkt de poort niet bevestigd te zijn aan het linker deel van het hek. Het linker deel van het werk is een poort op zich. Die poort is middels wielen op een rail verrijdbaar, zodat het hek opengereden kan worden, daarin nog geleid door twee poorten, die dwars op de entree staan. Het park is alleen toegankelijk voor voetgangers, maar er rijden voertuigen in het park voor onderhoud en het park moet bereikbaar zijn voor nooddiensten. Het middendeel moet middels het punt linksonder geopend worden. De kunstenaar had er niet bij stilgestaan, dat de parkbeheerder elke ochtend en avond door de knieën moet. Het gehele hekwerk exclusief het verrijdbaar gedeelte wordt beschermd door varkensruggen.
Het hekwerk zorgde in het begin voor zorgen omtrent de veiligheid. Kinderen zouden het middendeel kunnen gebruiken als klimrek. Er werden beschermende maatregelen verlangd zoals een hekwerk rondom het hekwerk, maar deze zijn niet aangebracht. 
Op vrijdag 11 augustus 2023 is een van de scharnieren direct na het openen van het hek afgebroken. Daarbij kwam het hek terecht bovenop een 31-jarige hardloper. De man is met ernstige verwondingen naar het ziekenhuis vervoerd. Het hek is inmiddels verwijderd.

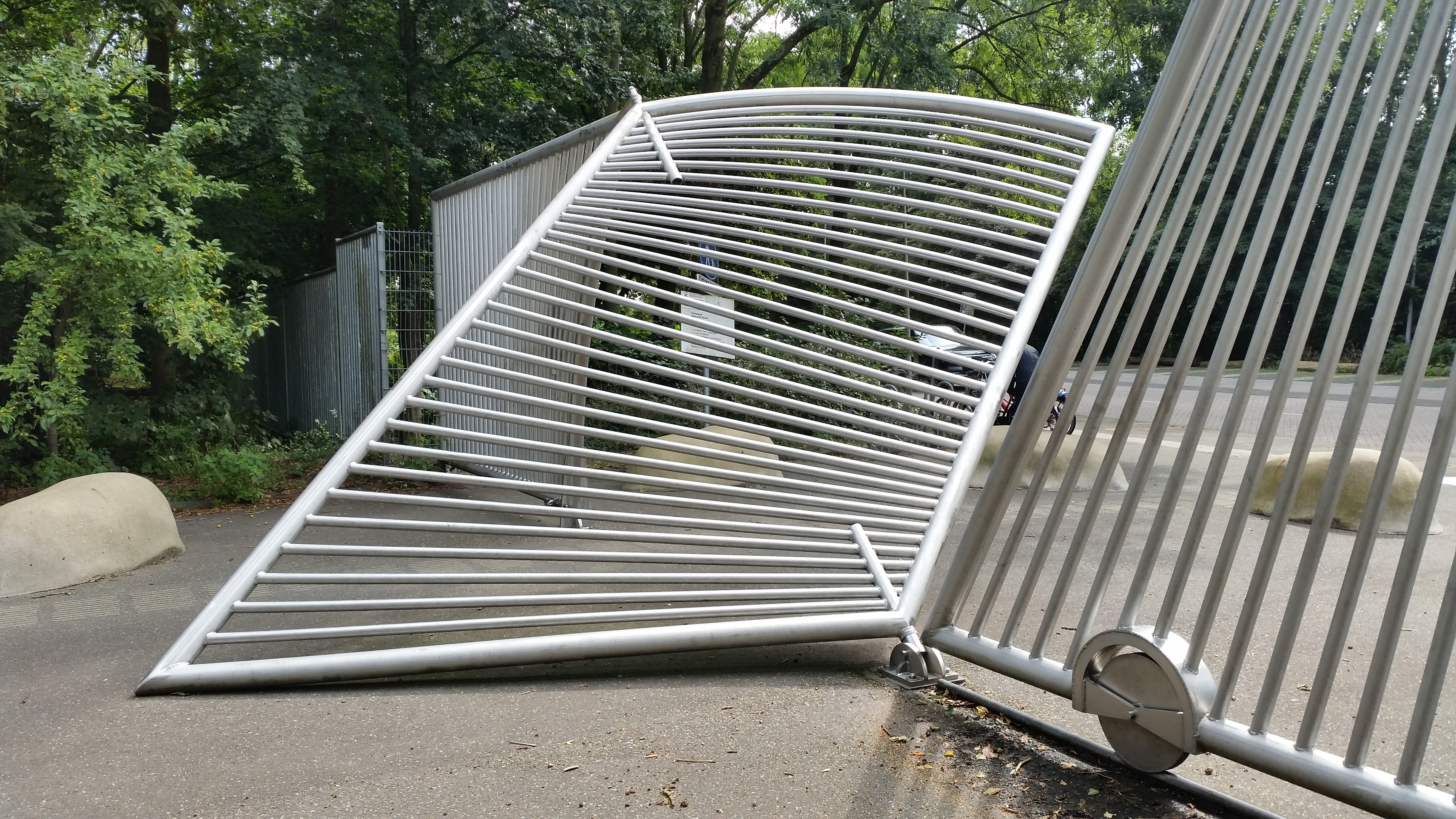
De poort als klimhek (September 2019)